# Terdal
Terdal é uma panchayat (vila) no distrito de Bagalkot, no estado indiano de Karnataka.

## Geografia
Terdal está localizada a 16° 30′ N, 75° 03′ L. Tem uma altitude média de 536 metros (1758 pés).

## Demografia
Segundo o censo de 2001, Terdal tinha uma população de 23 642 habitantes. Os indivíduos do sexo masculino constituem 51% da população e os do sexo feminino 49%. Terdal tem uma taxa de literacia de 54%, inferior à média nacional de 59,5%: a literacia no sexo masculino é de 63% e no sexo feminino é de 44%. Em Terdal, 14% da população está abaixo dos 6 anos de idade.